# Castillo de San Fernando (Moguer)
El castillo de San Fernando se encuentra en la localidad española de Moguer, en la provincia de Huelva (Andalucía). Es un castillo del siglo XIV, protegido como Bien de Interés Cultural, con la tipología de Monumento, el 25 de junio de 1985.

## Características
Su morfología es rectangular, con el ángulo Sur en forma de chaflán. Se encuentra orientado en dirección Suroeste-Noreste, midiendo 22 x 13 metros, con un área interna que cuenta con una superficie de 250 metros cuadrados. Su acceso se localiza abierto en el muro Noreste del recinto.
Está construido mediante fábrica de muros de tapial de 1,30 metros de anchura con orientación de ladrillos. Los cajones de tapial son de 2,30 x 0, 90 metros, conteniendo gravas, fragmentos de producción cerámica, tejas, ladrillos y cal.
El recinto fortificado conserva su morfología original a cota de cimentación y arranque de los muros externos, los cuales alcanzan una altura de entre 0, 50 - 1, 50 metros (el mejor tramo de muro se conserva en el lateral Sureste). Del recinto fortificado se conserva su morfología original a cota de cimentación y arranque de muros habiendo perdido su volumetría. Su interior se encuentra colmatado y sellado por tierras.

## Historia
Es un castillo de la Baja Edad Media, construido en los límites territoriales del Señorío de Moguer y de Palos, en los siglos XIV-XV. Se encuentra ubicado en un cerro, punto de vigilancia y control del paso por el Camino Real que partía de Palos, discurría por Moguer y continuaba hasta Sevilla, atravesando la Tierra Llana. Este sitio arqueológico se ubica en un cerro testigo dentro de la curva de nivel de 40 metros, en el límite entre los términos municipales de Palos y Moguer. Estuvo en uso desde el siglo XIV hasta el XVIII, cuando fue abandonado totalmente.
Este sitio arqueológico está muy deteriorado debido a la acción humana. Se ha visto afectado por desmontes agrícolas, destruyéndose incluso el lienzo de muralla Suroeste del recinto.